# Heinrich Hertz (Satellit)
Heinrich Hertz (auch H2Sat) ist der Name eines deutschen Kommunikations- und Technologieerprobungssatelliten. Betreiber ist das Deutschen Zentrum für Luft- und Raumfahrt (DLR) in Bonn im Auftrag des Bundesministeriums für Wirtschaft und Klimaschutz (BMWK) und unter Beteiligung des Bundesministeriums der Verteidigung (BMVg). Gebaut wurde der Satellit durch OHB System in Bremen.
Mit der Heinrich Hertz-Mission sollen in Zusammenarbeit mit Hochschulen, Wissenschaftsinstituten und der Industrie neuartige Kommunikationstechnologien untersucht werden. Ein weiteres Ziel ist der Kompetenzaufbau im Bereich militärischer Satellitenkommunikation in Deutschland. Mit dem Projekt wurde getestet, ob Unternehmen die Technologie und Voraussetzungen für die Fertigung in Deutschland besitzen. Der Satellit soll als Relaisstation dienen und verschiedene Technologien und Übertragungsverfahren testen. Daneben sollen verschiedene Technologien im Langzeitbetrieb getestet werden. Viele Komponenten sind programmierbar, sodass verschiedene Betriebsbedingungen ausgetestet werden können. Eine Reihe von Technologien sollen die In-Orbit-Verifikation durchlaufen. Die Entwicklung des Satelliten erfolgte in enger Zusammenarbeit von deutschen Forschungsinstituten und Industriepartnern.
Die Mission gilt als Nachfolger der deutschen Fernmeldesatelliten DFS-Kopernikus, die bis 2002 aktiv waren. Die Nutzlasten des BMVg arbeiten unabhängig von den restlichen Nutzlasten und teilen nur gewisse Grundfunktionen wie die Stromversorgung und die Lageregelung.
Benannt ist die Mission nach dem deutschen Physiker Heinrich Hertz (1857–1894).

## Planung
Im Auftrag des Bundesministeriums für Wirtschaft und Technologie prüfte der Bremer Satellitenbauer OHB System AG in einer Vorstudie (Phase 0) die Machbarkeit des Projekts. Die Machbarkeitsuntersuchung (Phase A) wurde 2010 abgeschlossen. Gesamtverantwortlich war OHB-System mit dem Partner EADS Astrium. Auch die Satellitenbusverantwortung lag bei OHB System. Die Verantwortung für die Nutzlast lag bei Tesat-Spacecom, weitere Vertragspartner waren IABG GmbH und MDA Space. Von 2011 bis 2013 wurde die Planungsphase B durchgeführt. Am 28. Juni 2017 wurde der Vertrag für die Projektphasen C und D + Start geschlossen. Der Start des Satelliten war ursprünglich schon für das Jahr 2015 geplant, verzögerte sich aber bis zum Juli 2023. Das Budget beträgt 310,5 Millionen Euro für Bau und Start zuzüglich Entwicklungskosten von 11 Millionen Euro aus der Planungsphase B und einer noch nicht bekannten Summe für 15 Jahre Betrieb. Die Komponenten des Satellitenbus sind für einen Betrieb von mindestens 18 Jahren ausgelegt.

## Satellitenbus
Als Plattform dient der Satellitenbus SmallGeo von OHB System in Bremen. Der Satellit mit Abmessungen von 2000 × 1900 × 2550 mm hat eine Nutzlast von 436 kg bei einer Gesamtmasse von 3450 kg.

### Antriebe

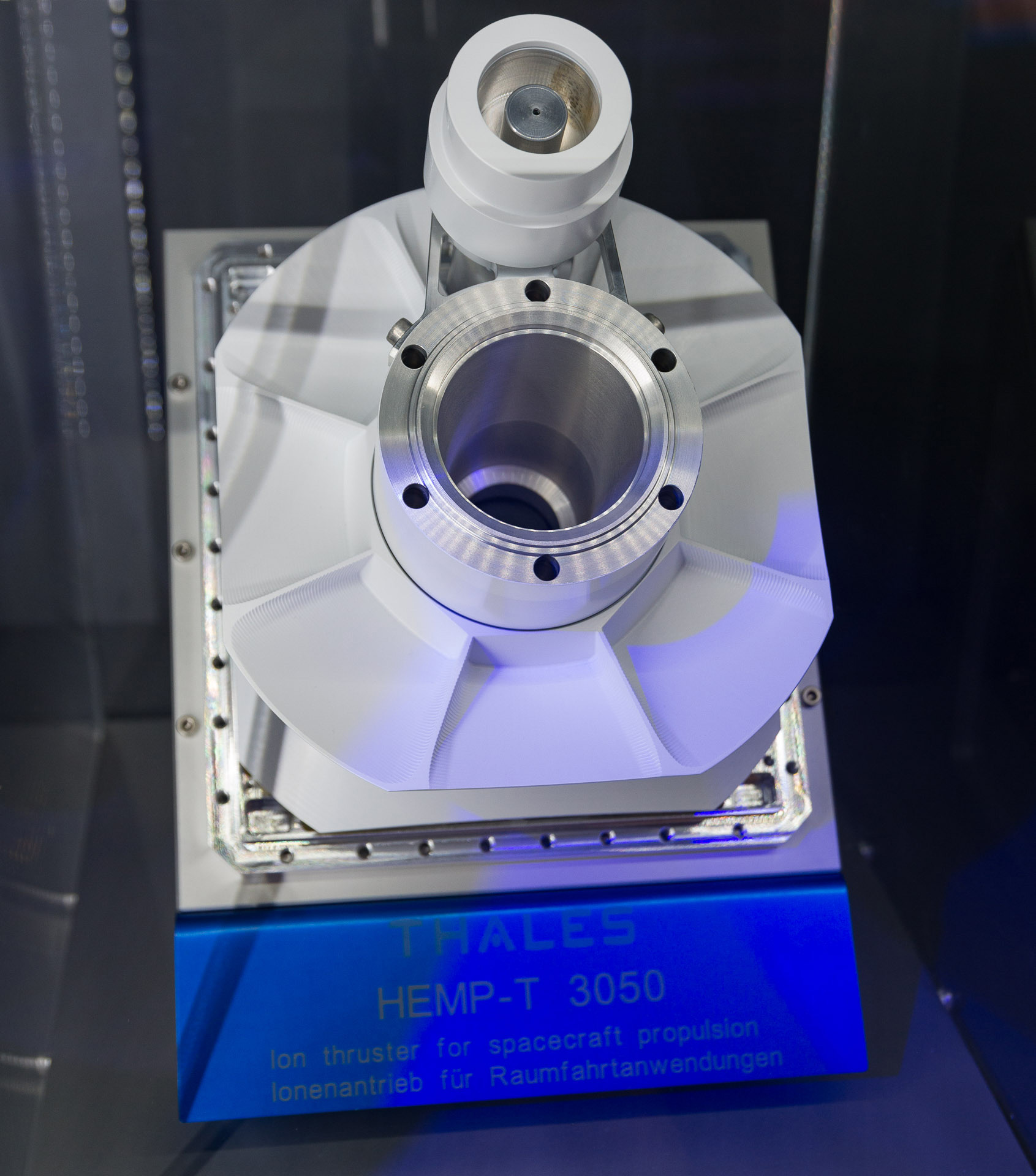
HEMP-3050 Triebwerk

Der Satellit hat einen chemischen und einen elektrischen Antrieb. Der chemische Zweistoff-Antrieb benutzt einen 400 N-Apogäumsmotor und zwölf 10 N-Triebwerke die vom Orbital Propulsion Center der ArianeGroup in Lampoldshausen stammen. Die Tanks kommen von der ArianeGroup aus Bremen. Der Antrieb benutzt SMA-Ventile (Shape Memory Alloy), die auch im Fall einer Kollision mit Weltraumschrott eine Explosion der Treibstofftanks verhindern sollen. Der chemische Antrieb diente dazu, die Endposition einzunehmen, seither wird damit die Position in Ost-West-Richtung stabilisiert.
| HEMPT 3050 Testergebnisse                         | HEMPT 3050 Testergebnisse |
| ------------------------------------------------- | ------------------------- |
| Schub                                             | 8-60 mN                   |
| Leistung                                          | 200 W - 1,5 kW            |
| Betriebsspannung                                  | 400V - 1050V              |
| Spezifischer Impuls                               | 800s - 2400s              |
| Gesamtimpuls                                      | 1.47 MNs                  |
| Getestete Lebensdauer (für den Flug qualifiziert) | >9000 h                   |

Der elektrischen Antrieb HEMPT 3050 wurde von Thales entwickelt. HEMPT steht für High Efficiency Multistage Plasma Thruster. Zwei solcher Triebwerke dienen zur Erhöhung der Flugbahn und um die Abweichungen in Nord-Süd-Richtung zu kompensieren. Dieser variable Antrieb verwendet starke Dauermagnete und soll besonders verschleißarm sein. Es kann dabei zwischen einem sehr präzisen Modus mit schwachem Schub und einem Modus mit hohem Schub gewechselt werden. Das Design ist sehr einfach aufgebaut und die Generation der Ionen ist getrennt von der Beschleunigungszone. Nach den Prognosen ist der Ionenantrieb nahezu verschleißfrei und soll mehr als 18 Jahre Betriebsdauer erreichen. Zusätzlich ist der Satellit mit einem redundanten Hallantrieb von 2 × SPT-100 Triebwerken ausgestattet.
Zur Überprüfung des elektrischen Antriebs gibt es das Electric Propulsion Diagnostic Package (EPDP) an Bord. Es wurde gemeinsam von OHB System AG, von Hoerner & Sulger, und der Christian-Albrechts-Universität zu Kiel (CAU) entwickelt und gebaut. Die Sensoren sind nicht direkt im Ausströmungsbereich des Antriebs, sondern an anderer Stelle positioniert und untersuchen den langfristigen indirekten Einfluss des Antriebs auf das Gesamtsystem, beispielsweise durch elektrostatische Aufladung, Sputtering und Ablagerungen. Es gibt drei Sensoren: Eine Langmuir-Sonde, einen Retarding Potential Analyzer (RPA), der die Energieverteilung des Plasmas erfasst und einen Erosionssensor. Der Erosionssensor beruht auf einer dünnen Schicht von elektrisch leitendem Material. Aus der Veränderung der Leitfähigkeit lässt sich der Materialverlust berechnen. Dieses Diagnosesystem wurde von der ESA finanziert.

### Energieversorgung
Für die Stromversorgung gibt es zwei Solarpanele in den Abmessungen 2,22 m × 8,20 m, die Solarzellen dafür stammen von Azur Space Solar Power GmbH. Die Bordspannung ist 50 V.

### Navigation und Lageregelung
Die Lageermittlung erfolgt mit einem Sternensensor ASTRO APS (für Active Pixel Sensor) von Jena-Optronik. Dieser Sensor „arbeitet besonders genau und kann den Standort des Satelliten mit der Genauigkeit einer Euromünze auf vier Kilometern Entfernung erkennen“, ist kompakt, energieeffizient und wiegt 2 kg. Er soll eine Lebensdauer von mehr als 18 Jahren haben. Das innovative System war erstmals 2013 mit dem Kommunikationssatelliten Alphasat ins All gestartet und ist auch mit an Bord des im August 2019 ins All gestarteten Relaissatelliten EDRS-C. Beide Satelliten sind Teil des Europäischen Daten Relaissystems EDRS und nutzen die hochgenaue Lagebestimmung des Sternsensors, um die Genauigkeit der Laserverbindungen mit den im niedrigen Erdorbit fliegenden Erdbeobachtungssatelliten zu unterstützen. Als zusätzliche Systeme gibt es Gyroskope und 12 Sonnensensoren. Ein Teil der mehrfach redundanten Sonnensensoren sind Weiterentwicklungen von bewährten Modellen für den Langzeittest. Der Satellit ist dreiachsenstabilisiert mit Reaktionsrädern von Collins Aerospace.

### Kommunikationseinrichtungen
Als Kommunikationseinrichtungen hat der Satellit mehrere Systeme:
- Verschlüsselte Sender im S-Band für LEOP und Notfallbetrieb
- 300 W Ku-Band Verstärker für Regelbetrieb in GEO
- 250 W Ka-Band Verstärker. Es wird eine neue flexible Hardware eingesetzt. Mit diesen Technologien lassen sich die Frequenzumsetzer, Filter, Multiplexer nachträglich neu anpassen und künftige Anpassung der Signale und der Signalverarbeitung umsetzen. Dazu gehören weitere Technologien wie flexible Bandbreitenbelegung und unterschiedliches Routing der Daten, Anpassung der Sendeleistung an die Bedürfnisse, Kombination von mehreren Kanälen zur gleichzeitigen Datenübertragung etc.
- Acht schwenkbare Antennen. Getestet werden diverse neuartige Antennen (CFK / Multibeam) H2KAR und GeReLEO aus neuen Materialien und Fertigungsverfahren, die auch für künftigen Einsatz in noch höheren Frequenzen, also im Q und V-Band geeignet sein sollen. Die H2KAR Antene besteht aus kohlenstofffaserverstärktem Kunststoff, ist nach der Seite ausklappbar und hat eine Appertur von ca. 1 Meter. Die Antenne soll nun im All im Betrieb getestet werden.[13]

- Der Satellit soll als Relaisstation im 23/26 GHz Band dienen und die Signale von anderen Satelliten in niedrigeren Umlaufbahnen empfangen und an die Bodenstationen weiterleiten. Ein Satellit in niedriger Umlaufbahn benötigt typischerweise ca. 100 Minuten für einen Umlauf, nur für maximal ca. 15 Minuten ist der Satellit in Sichtweite einer Bodenstation. Die Kontaktzeiten können über die Relaisstaion bei jedem Umlauf von wenigen Minuten auf bis zu 40 Minuten verlängert werden, damit lässt sich die übertragbare Datenmenge und somit der Nutzen des Satelliten erheblich steigern.
- Militärische Kommunikationseinrichtungen für  Ku-Band / mil. Ka-Band.

### Bordcomputer
Gesteuert werden die Kommunikationsanlagen von zwei Fraunhofer On-Board-Prozessoren (FOBP). Der FOBP ist flexibel programmierbar für die digitale Signalverarbeitung an Bord von Satelliten. Er kann von der Erde aus an neue Kommunikationsstandards angepasst werden und dient so als Testumgebung für neue und künftige Technologien. In die Prozessoreinheiten ist der Fraunhofer On-board Radiation Sensor eingebaut, der die Auswirkung der Strahlung direkt an den Computerboards messen kann. Damit lässt sich die Strahlenbelastung der Komponenten bestimmen, aber auch die Wirksamkeit der Abschirmmaßnahmen. Das Experiment hilft außerdem bei der Weiterentwicklung von künftigen Strahlendetektoren.

## Geplante Nutzlasten
Aus etwa 30 Entwicklungen bestand die Auswahl an möglichen Technologien:
- LISA: Intersatelliten-Antenne im Ka-Band mit elektronischer Schwenkung
- MEDUSA: Mehrpunkt-Antenne im Ka-Band zur Reduzierung der Komplexität
- VERSA: Verteilnetzwerk zur Reduzierung der Komplexität mit syntaktischem Metallschaum als Trägermaterial
- KERAMIS: Keramische Mikrowellenschaltkreise auf Basis der LTCC-Mehrlagentechnologie
- LIQUIDA: Flüssigkristall-gesteuerte Phasenschieber
- TWTA: Mini-Verstärkerröhre (Ka-Band)
- MPM: V6-Microwave Power Module zur Realisierung von bis zu 500 W HF-Leistung
- FDOC: Linearisierter Ku-Band-Röhrenverstärker
- NEXT: Mehrere neue Fehlerkorrekturverfahren (Netzwerk-Codierung, Mehrteilnehmer-Detektion, Fountain Code)[16]
- GeReLEO-SMART: Geostationäre Relaisstation für Ka-Band-Kommunikation mit LEO-Satelliten[17]
- HSB: Hybrid Sensor Bus, Kombination aus elektrischem und faseroptischem Sensorsystem[18]

Auch am Boden sollen neue Technologien erprobt werden, so etwa:
- SANTANA: Ka-Band-Terminal mit digitaler Strahlformung (englisch beamforming)
- MoSaKa: Mobile Satellitenkommunikation (Ka-Band) für Nutzung im Katastrophenfall

Ausgewählt wurden davon mehr als 20 verschiedene Technologien und Experimente. Für die Nutzlasten stehen insgesamt 3,6 kW elektrischer Energie zur Verfügung.

## Start und Missionsverlauf
Zu Beginn des Projekts war ein Start im Jahr 2016 geplant. Die Mission startete am 5. Juli 2023 mit der letzten Ariane 5-Trägerrakete (VA261), zusammen mit dem französischen Militärsatelliten Syracuse 4B vom europäischen Weltraumbahnhof in Kourou. Nach circa 30 Minuten Flug wurde die Oberstufe und der Satellit in einer stark elliptischen Erdumlaufbahn ausgesetzt. Jeweils eines der drei Solarpanels wurde für die Energieversorgung ausgeklappt. Diese Maßnahme ist, um die Kräfte auf die Panele durch den Einsatz des Apogäumsmotors zu begrenzen. Mit fünf kurzen Zündungen des Apogäumsmotors wurde das Perigäum angehoben und die stark elliptische Bahn in die geostationäre Kreisbahn umgewandelt. Erst im geostationären Orbit werden alle Solarpaneele vollständig ausgeklappt und es steht nun genügend Energie zur Verfügung, um die Ionentriebwerke zu betreiben. Am 21. Juli 2023 erreichte er seine geostationäre Position 0,5° Ost in einer Höhe von ungefähr 36.000 km.
Im März 2024 wurde die Integrierte, entfaltbare Leichtbau Manpack Komplett-Antenne (ILKA) getestet. Diese tragbare KU-Band-Antenne für den Einsatz in Extremsituationen wurde vom Münchner Raumfahrtspezialisten HPS GmbH entwickelt. Im Feldversuch wurde die Antenne auf einem Gebäudedach aufgestellt und die Verbindung mit dem Satelliten aufgenommen.

## Bodensegment
Das Bodensegment ist in der Verantwortung von OHB Digital Connect in Zusammenarbeit mit der Firma CGI. Die Steuerung des Satelliten erfolgt durch DLR. Es gibt mehrere Kontrollzentren, eines in Bonn und eines als Referenz in Bochum, dazu kommt die MIL Missionskontrolle für die militärische Nutzung in Rheinbach. 
Für die Kommunikation gibt es mehrere Bodenstationen: In Köln gibt es drei Antennen: 7,3 m Ku-Band TT&R eine 9,2 m Ka-Band für wissenschaftlich-technische Kommunikationsexperimente (W/T), eine 13 m S-Band TT&R Antenne. In Neustrelitz sind zwei 7,3 m Ku-Band Antennen für TT&R und für W/T. Aufbau und Betrieb der Empfangsanlagen sind in Verantwortung von SCISYS Deutschland, dazu gehört auch die Kommunikation mit den militärischen Nutzlasten. Somit sind redundante Antennen in verschiedenen Frequenzbändern und an unterschiedlichen Orten für die Steuerung und für Tests und Experimente gleichzeitig einsetzbar.  Eigens entwickelt wurde für den Betrieb die Softwaresuite PLENITER, die hohe Anforderungen im Bereich Cybersicherheit erfüllen kann.
Außerdem kann eine 13-m S-Band Antenne für TT&R in Kiruna im Bedarfsfall für die Steuerung des Satellitenbusses genutzt werden.